# Епархия Сетубала
Епархия Сетубала (лат. Dioecesis Setubalensis) — епархия Римско-католической церкви с центром в городе Сетубал, Португалия. Епархия Сетубала входит в патриархат Лиссабона. Кафедральным собором епархии Сетубала является церковь Пресвятой Девы Марии Благодати.

## История
16 июля 1975 года Римский папа Павел VI издал буллу Studentes Nos, которой учредил епархию Сетубала, выделив её из архиепархии Эворы.

## Ординарии епархии
- епископ Manuel da Silva Martins (16.07.1975 — 23.04.1998);
- епископ Gilberto Délio Gonçalves Canavarro dos Reis (23.04.1998 — 28.01.2022 — назначен епископом Лейрия-Фатимы);
- кардинал Америку Мануэл Алвеш Агиар (21.09.2023 — по настоящее время).

## Источник
- Annuario Pontificio, Libreria Editrice Vaticana, Città del Vaticano, 2003, ISBN 88-209-7422-3;
- Булла Studentes Nos, AAS 67 (1975), стр. 516  (лат.).